# Unie van het Vaderland
Unie van het Vaderland (Ests: Isamaaliit) was de enige toegestane politieke beweging in Estland van 1935 tot 1940. Formeel was de Unie van het Vaderland geen politieke partij - partijactiviteiten waren sinds de staatsgreep van 1934 verboden - maar de Unie had wel alle kenmerken van een partij. Isamaalliit wordt omschreven als "een partijloze massabeweging voor de ondersteuning van de regering."

## Geschiedenis
De zelfcoup van Konstantin Päts in 1934 maakte een einde aan alle activiteiten van politiek partijen in Estland. Om het ontstane vacuüm op te vullen werd onder zijn leiding in 1935 de Unie van het Vaderland opgericht met als bedoeling alle patriottische krachten in het land te bundelen en aan het autoritaire regime te binden. Päts keerde zich zowel tegen het kapitalisme als het communisme en koos voor een corporatistisch stelsel waarin alle klassen in de samenleving geacht werden samen te werken. De Unie van het Vaderland had tot taak de bevolking over dit nieuwe beleid te informeren en hen te enthousiasmeren.
In 1936 kreeg Estland een nieuwe grondwet en bij de parlementsverkiezingen van dat jaar won de Unie van het Vaderland 50 van de 80 zetels (de overige zetels gingen naar onafhankelijke kandidaten). In aanloop naar de verkiezingen van 1938 werd onder de auspiciën van de Unie van het Vaderland het Nationaal Front voor de Implementatie van de Grondwet opgericht, dat een lijst van kandidaten opstelde; 64 van de 80 zetels kwamen bij de verkiezingen in handen van het Nationaal Front.
Na de bezetting van Estland door de Sovjetunie in juni 1940 werd de Unie van het Vaderland verboden.
Spreekbuis van Isamaaliit was Uus Eesti.